# Trionychinae
Sous-famille
Les Trionychinae sont une sous-famille de tortues. Elle a été décrite par Richard Lydekker en 1889.

## Répartition
Les espèces de cette sous-famille se rencontrent en Amérique du Nord, en Afrique et en Asie.

## Liste des genres
Selon TFTSG (29 juin 2011) :
- genre Amyda Geoffroy Saint-Hilaire, 1809
- genre Apalone Rafinesque, 1832
- genre Chitra Gray, 1844
- genre Dogania Gray, 1844
- genre Nilssonia Gray, 1872
- genre Palea Meylan, 1987
- genre Pelochelys Gray, 1864
- genre Pelodiscus Fitzinger, 1835
- genre Rafetus Gray, 1864
- genre Trionyx Geoffroy Saint-Hilaire, 1809

## Publication originale
- Gray, 1825 : A synopsis of the genera of reptiles and Amphibia, with a description of some new species. Annals of Philosophy, ser. 2, vol. 10, p. 193-217 (texte intégral).